# Almstedt
Almstedt este o comună din landul Saxonia Inferioară, Germania.